# Gaćeško Selo
Gaćeško Selo – wieś w Chorwacji, w żupanii karlowackiej, w gminie Barilović. W 2011 roku liczyła 6 mieszkańców.